# Esparto (Kalifornien)
|  | Dieser Artikel wurde aufgrund von inhaltlichen Mängeln auf der Qualitätssicherungsseite des Projektes USA eingetragen. Hilf mit, die Qualität dieses Artikels auf ein akzeptables Niveau zu bringen, und beteilige dich an der Diskussion! Eine nähere Beschreibung der zu behebenden Mängel fehlt. |

Esparto ist ein Census-designated place im Yolo County im US-Bundesstaat Kalifornien.
In Esparto leben etwa 3100 Einwohner (Stand: Volkszählung 2017) auf einer Fläche von knapp 12 km². Die Bevölkerungsdichte liegt bei 260,8/km². Knapp die Hälfte der Bevölkerung besteht aus Hispanics, etwa 42,5 % sind Weiße, 1,3 % Schwarze.
Am 1. Juli 2025 geriet eine Feuerwerksfabrik in Esparto in Brand und explodierte. Zwei Verletzte wurden medizinisch behandelt, sieben weitere Personen gelten als vermisst.